# Rimska ploskev
Rimska ploskev (tudi Steinerjeva rimska ploskev) je sebe sekajoča preslikava realnega projektivnega prostora v trirazsežni prostor z nenavadno visoko stopnjo simetrije. Ta preslikava ni imerzija projektivne ravnine. Slika, ki nastane z odstranitvijo šestih singularnih točk, je takšna preslikava.
Najenostavnejši način za konstrukcijo da slika sfere, katere središče leži v izhodišču s pomočjo preslikave {\displaystyle f(x,y,z)=f(yz,xz,xy)\,}. To da implicitno obliko obrazca:
{\displaystyle x^{2}y^{2}+y^{2}z^{2}+z^{2}x^{2}-r^{2}xyz=0\!\,.}
Če se parametrizira sfero z dolžino ({\displaystyle \theta \,}) in širino ({\displaystyle \varphi \,}), se dobi parametrično enačbo za rimsko ploskev v obliki:
{\displaystyle x=r^{2}\cos \theta \cos \varphi \sin \varphi \!\,}
{\displaystyle y=r^{2}\sin \theta \cos \varphi \sin \varphi \!\,}
{\displaystyle z=r^{2}\cos \theta \cos \theta \cos ^{2}\varphi \!\,}
Izhodišče je trojna točka. Vsaka izmed ravnin xy-, yz- in xz- je tangentna na ploskev. Ostala mesta sekanja samega sebe so dvojne točke. Te točke določajo segmente vzdolž vsake koordinatne osi, ki so določene v šestih točkah.
Celotna ploskev ima tetraedersko simetrijo. Je poseben primer Steinerjeve ploskve. To pa pomeni, da je trirazsežna linearna projekcija Veronesove ploskve